# Льяк
Льяк (фр. и окс. Liac) — коммуна во Франции, находится в регионе Юг — Пиренеи. 
Департамент — Верхние Пиренеи. Входит в состав кантона Рабастенс-де-Бигор. Округ коммуны — Тарб. Код INSEE коммуны — 65273.

## География

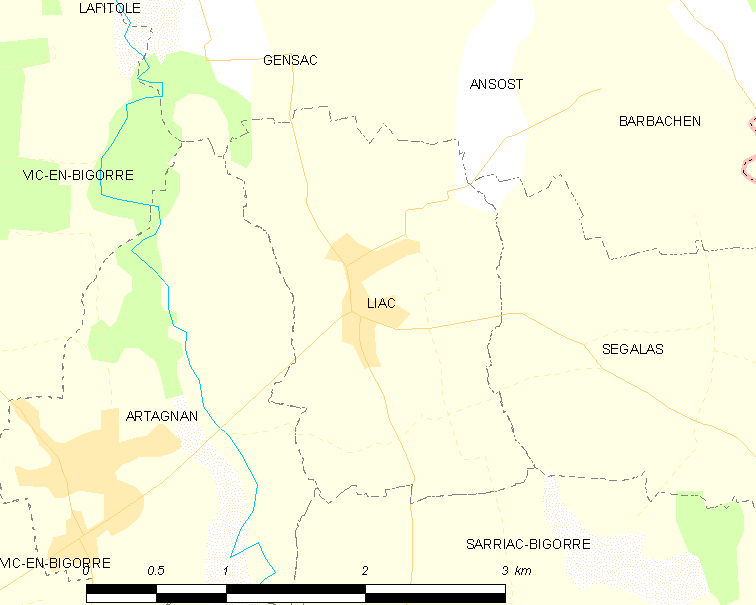
Карта коммуны

Коммуна расположена приблизительно в 630 км к югу от Парижа, в 115 км западнее Тулузы, в 21 км к северу от Тарба.

## Климат
Климат умеренно-океанический с солнечной тёплой погодой и обильными осадками на протяжении практически всего года.

## Население
Население коммуны на 2010 год составляло 196 человек.
| 1962 | 1968 | 1975 | 1982 | 1990 | 1999 | 2010 |
| ---- | ---- | ---- | ---- | ---- | ---- | ---- |
| 178  | 198  | 172  | 157  | 175  | 170  | 196  |

## Администрация
| Период | Период | Фамилия        | Партия | Примечания |
| ------ | ------ | -------------- | ------ | ---------- |
| 2001   | 2014   | Женевьева Жерд |        |            |
| 2014   | 2020   | Мишель Менони  |        |            |

## Экономика
В 2010 году среди 126 человек трудоспособного возраста (15-64 лет) 95 были экономически активными, 31 — неактивными (показатель активности — 75,4 %, в 1999 году было 65,7 %). Из 95 активных жителей работали 84 человека (50 мужчин и 34 женщины), безработных было 11 (5 мужчин и 6 женщин). Среди 31 неактивных 9 человек были учениками или студентами, 9 — пенсионерами, 13 были неактивными по другим причинам.